# Borgonyà (Barcelona)

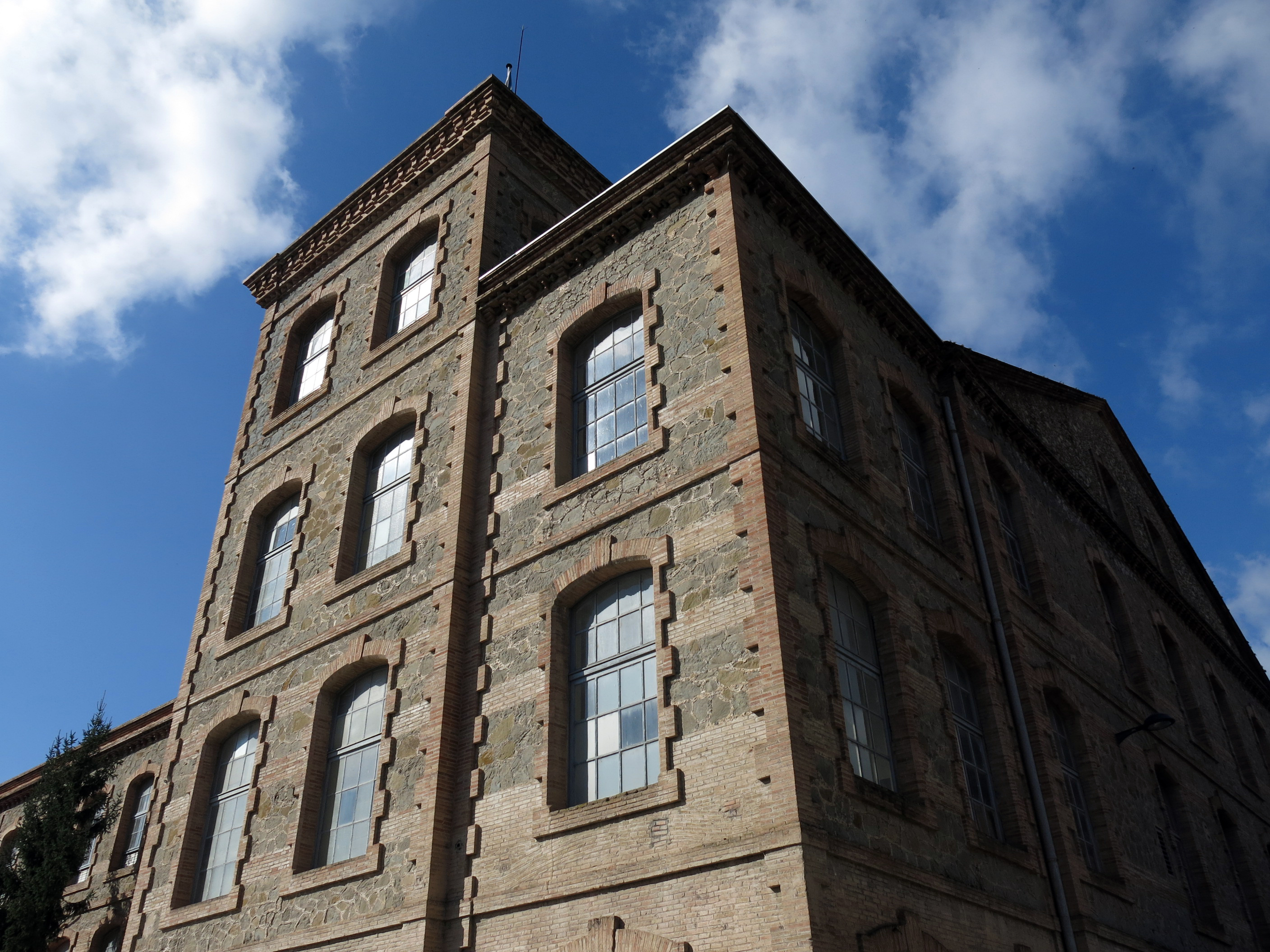
Fábrica de la empresa Fabra y Coats

Borgonya es una localidad que forma parte del municipio de San Vicente de Torelló, en la comarca de Osona, provincia de Barcelona. Se halla cercana al río Ter en el lugar en que éste hace de límite con el municipio de Las Masías de Voltregá y frente a un puente (llamado de los ingleses) construido sobre dicho río y que conecta con la autovía C-17. 
Su población a 1 de enero de 2012 era de 377 habitantes (173 varones y 204 mujeres).

## Historia
El nombre procede de una masía y un santuario documentados desde el siglo XIII. En 1890 la empresa Fabra y Coats, de capital catalán y escocés, construyó una fábrica de hilaturas (junto al río Ter y una estación de ferrocarril de la línea Barcelona-Puigcerdá) y creó una colonia de pequeñas viviendas unifamiliares a su alrededor junto con una iglesia, un economato, escuelas, instalaciones deportivas y otros servicios. Debido al origen británico de la empresa, la población se conocía también como el pueblo de los ingleses (o dels anglesos). La fábrica cerró sus puertas definitivamente en 1999.

## Lugares de interés
- Iglesia de Borgonyà, de estilo gótico, construida en el emplazamiento del antiguo santuario.